# Zell am Ziller
Zell am Ziller ist eine Marktgemeinde mit 1757 Einwohnern (Stand 1. Jänner 2024) im Zillertal im Bezirk Schwaz in Tirol in Österreich.
Die Gemeinde liegt im Gerichtsbezirk Zell am Ziller.

## Geografie
Zell liegt im hinteren Zillertal in einem Talkessel, an der rechten Seite des Ziller. Sie ist die flächenmäßig kleinste Gemeinde des Tals. Die umliegenden Hänge bilden die Gemeinden Zellberg, Rohrberg, Gerlosberg und Hainzenberg. Im Norden schließt die Gemeinde Aschau im Zillertal, im Süden die Gemeinden Hippach und Ramsau im Zillertal an Zell an.
Zell ist neben Fügen der alte Hauptort und wirtschaftliches, verwaltungsmäßiges und schulisches Zentrum des Zillertals. Dazu gehören eine Außenstelle der Bezirkshauptmannschaft Schwaz, das Bezirksgericht (zum Gerichtsbezirk gehören alle Gemeinden des Tals), die Zillertaler Tourismusschulen, eine Musikschule, das Stiftungsaltersheim und weitere wichtige Einrichtungen.

### Nachbargemeinden
| Zellberg | Aschau im Zillertal                         | Rohrberg    |
|          | Kompassrose, die auf Nachbargemeinden zeigt | Gerlosberg  |
| Hippach  | Ramsau im Zillertal                         | Hainzenberg |

## Geschichte
Die Grundlage der Gemeinde legten Mönche im 8. Jahrhundert, die vom Gerlospass aus die Bewohner des Tals zum Christentum bekehrten und eine schlichte Mönchszelle errichteten.
Zell war für das Erzstift Salzburg von großer Bedeutung. Neben umfangreichem Grundbesitz führte von hier die direkte Wegverbindung über den Gerlospass in das Salzburger Stammland.
Im Jahr 1187 wurde für die zahlreichen Pilger und Reisenden das St.-Johannes-Spital erbaut, aus dem das Stiftungsaltersheim hervorging. 1188 wird der Ortsname Zell als Cellensis parrochia (Pfarre Zell) in einer Urkunde Erzbischof Adalberts III. von Salzburg erstmals urkundlich erwähnt. Mit Goldfunden am Hainzenberg im 16. Jahrhundert stieg die Bedeutung des Orts, so dass die Verwaltung des salzburgischen Gerichts im Zillertal 1592 nach Zell verlegt wurde.
Nach dem Rückgang des Bergbaus im 19. Jahrhundert war Zell ein Ort von Viehmärkten. Das Vieh wurde im Austausch mit Wein über das Tuxer Joch und den Brennerpass nach Bozen getrieben.
Im Zuge der Napoleonischen Kriege wurde Zell am 6. November 1809 während des Tiroler Aufstandes von bayerischen Truppen geplündert. Nach Beendigung der Kriege fand am 5. Juni 1816 die Erbhuldigung des österreichischen Kaisers Franz I. statt, bis er weiter nach Fügen reiste, wo das dortige Kaiserdenkmal errichtet wurde. Er war ein Verfechter der Teilnahme der damals noch salzburgischen Gebiete wie Zell am Freiheitskampf Tirols 1809 und setzte sich für eine Vereinigung dieser Gebiete mit der Grafschaft Tirol ein.
Bis zum Jahr 1930 waren noch Knappen im Bergwerk tätig, der Abbau wurde jedoch als unrentabel eingestellt.
1989 wurde Zell zur Marktgemeinde erhoben.

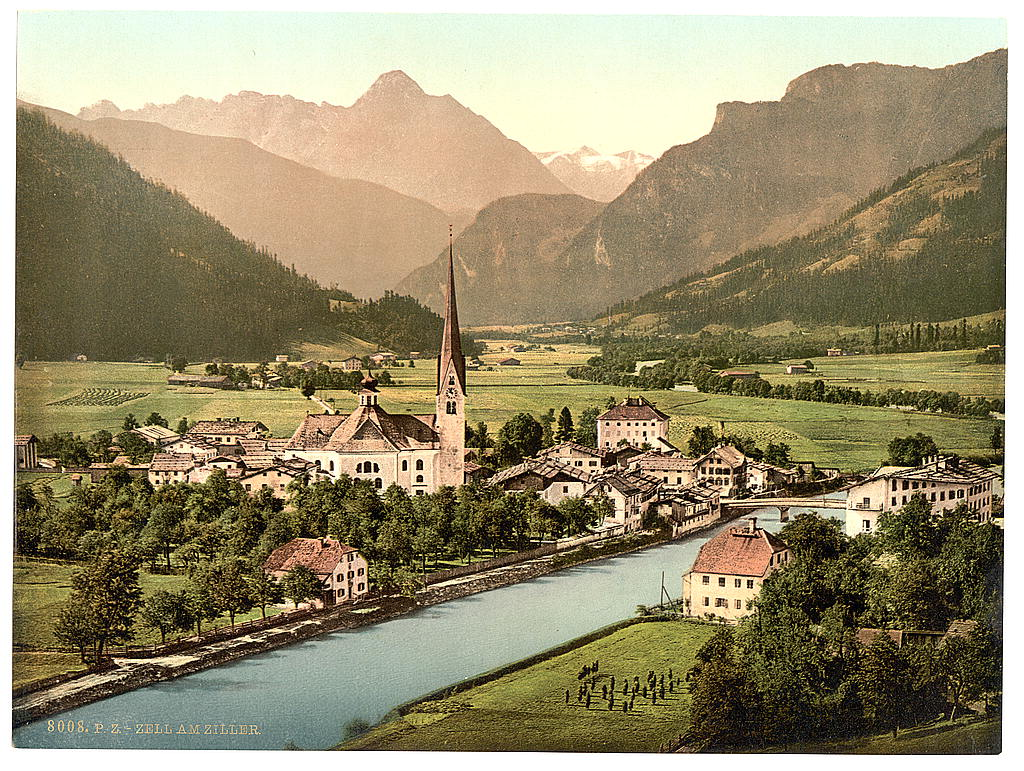
Zell am Ziller um 1890

### Bevölkerungsentwicklung
EinwohnerJahr6008001000120014001600180020001860189019201950198020102040EinwohnerEinwohnerentwicklung von Zell am Ziller

## Kultur und Sehenswürdigkeiten

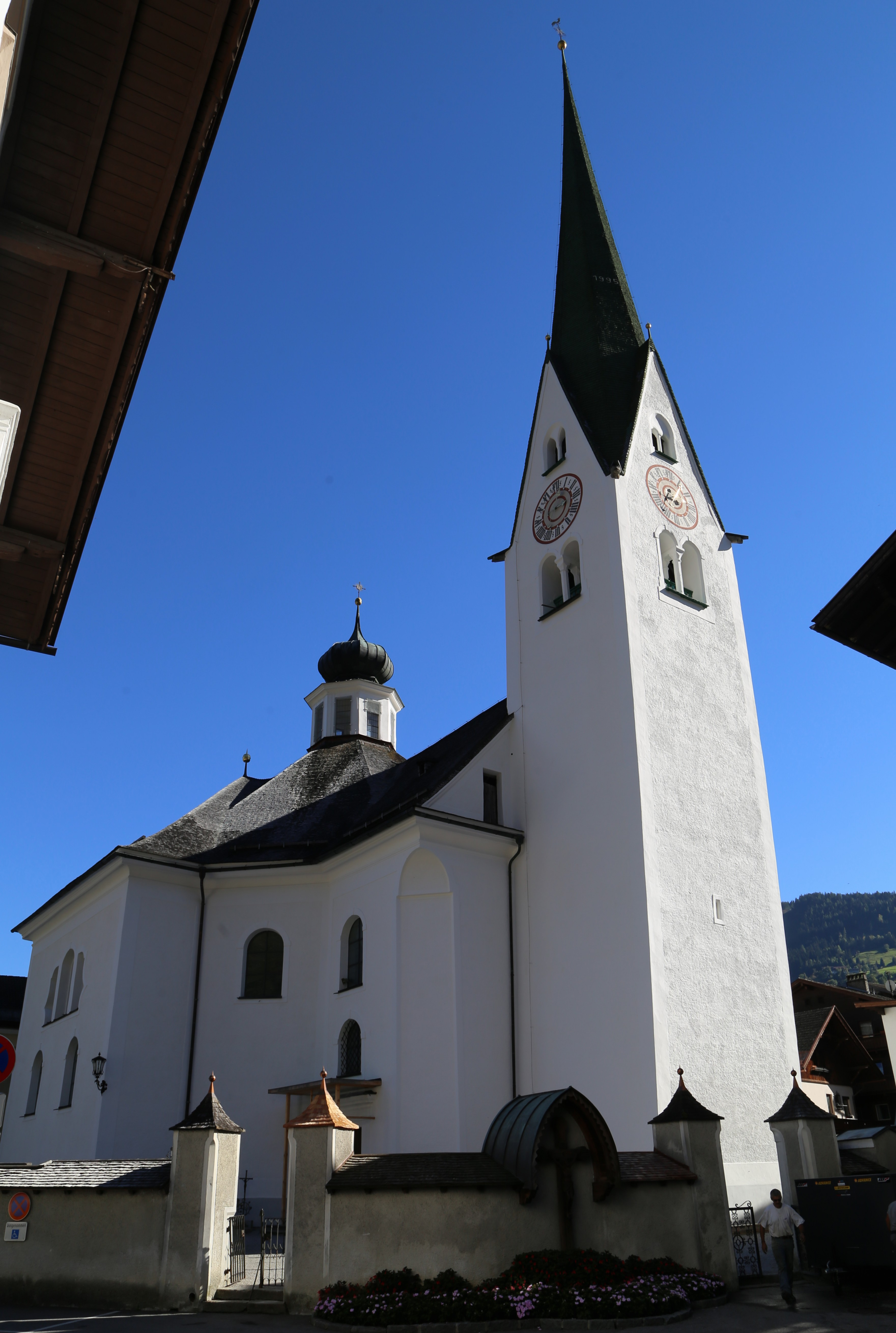
Pfarrkirche

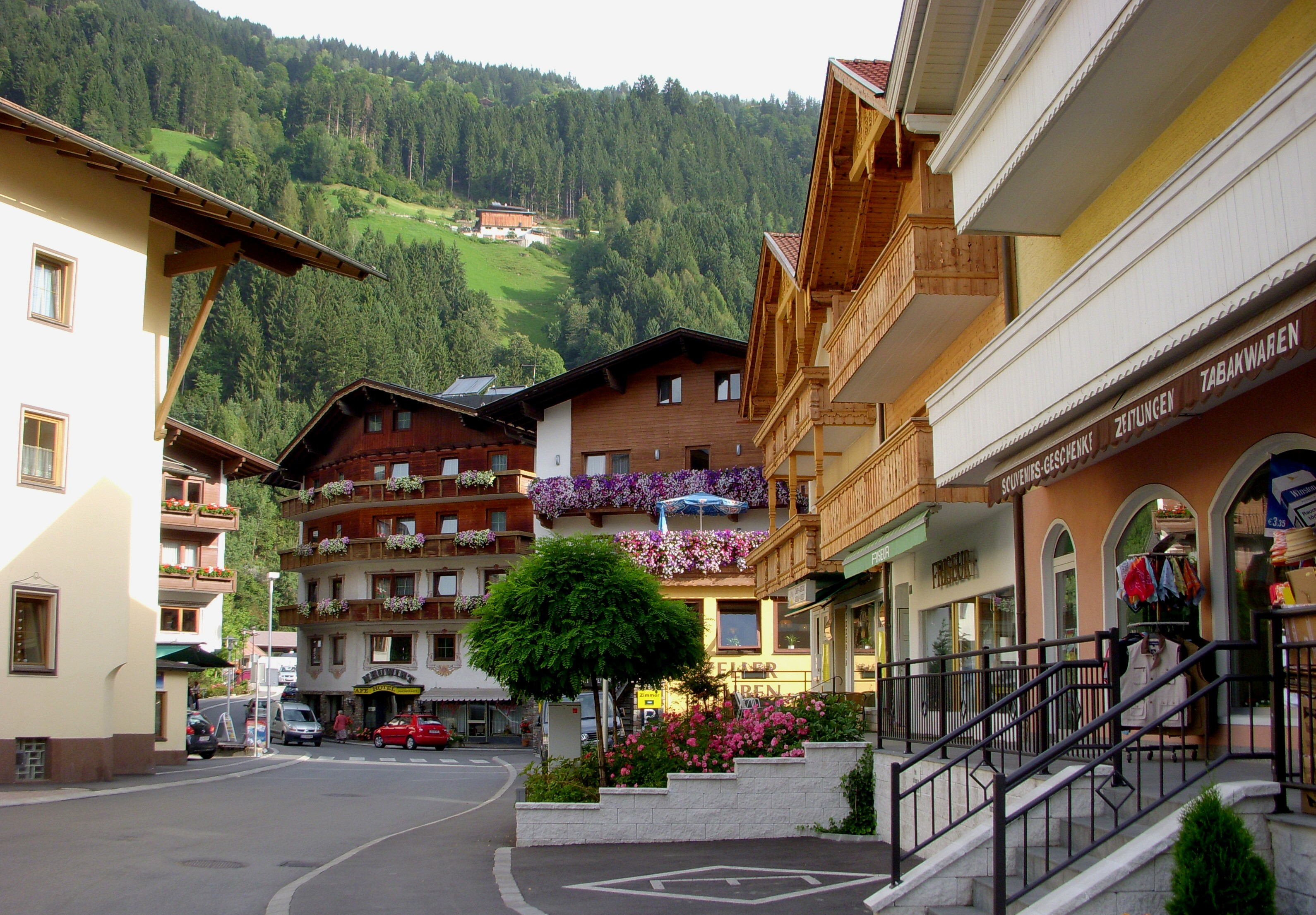
Dorfplatz in Richtung Nordwesten

- Pfarrkirche St. Veit: 1779 erbaut, nachdem eine Überschwemmung die alte gotische Kirche bis auf den Kirchturm verschüttete
- Zillertaler Regionalmuseum: bietet einen Einblick in das historische Leben. Kernstück ist der Hof „Ental“ aus dem 17. Jahrhundert, der an seiner ursprünglichen Stelle abgetragen und 1995 hier neu aufgebaut wurde. Das Museum ist im Sommer geöffnet.[2]

### Regelmäßige Veranstaltungen
Gauderfest: In Zell findet jährlich in den Tagen vor dem ersten Sonntag des Monats Mai das „Gauderfest“ statt, das zu den ältesten Volksfesten Tirols zählt. Die Bezeichnung ist wahrscheinlich auf das östlich von Zell gelegene Gauderlehen zurückzuführen. Im Mittelpunkt steht der Ausschank des Gauderbocks, eines extra für das Fest gebrauten Bockbiers der örtlichen Brauerei. Weitere Attraktionen sind ein Festumzug mit Festwägen, Musikkapellen und Trachtengruppen sowie das Ranggeln, eine Form des Ringens. Tierkämpfe wurden nach Protesten von Tierschützern aus dem Programm genommen. Wurde 2014 von der UNESCO als Immaterielles Kulturerbe in Österreich anerkannt.

## Wirtschaft und Infrastruktur
Die Wirtschaft von Zell ist geprägt durch die Landwirtschaft, verschiedene Gewerbebetriebe und den sich seit dem Beginn des 19. Jahrhunderts entwickelnden Tourismus.
Von überregionaler Bedeutung für die Ausbildung sind die Tourismusschulen, wo verschiedene Schulformen angeboten werden.
In Zell befindet sich mit der im Jahr 1500 gegründeten Brauerei (Zillertal Bier) die älteste Privatbrauerei Tirols.
Aufgrund der wirtschaftlichen Bedeutung hat Zell zahlreiche Einpendler.

### Verkehr
Zell ist über die Zillertalstraße und die Zillertalbahn mit einem Bahnhof angebunden. In östlicher Richtung zweigt die Gerlosstraße (B165) zum Gerlospass (1490 m) ab.

### Tourismusinfrastruktur
- Zillertal Arena: Die Zillertal Arena entstand im Jahr 2000 als Zusammenschluss der Skigebiete Zell, Gerlos und Königsleiten und ist das größte Skigebiet des Zillertals. Es wird unter anderem von der Rosenalmbahn und seit der Saison 2010/11 von der Karspitzbahn erschlossen, deren Talstation sich auf dem Gemeindegebiet von Rohrberg befindet.
- In Zell am Ziller verkehren während der Skisaison einige Skibuslinen.
- Bei ausreichender Schneelage werden Loipen am Ziller (Klassisch und teilweise auch Skating) gespurt.
- Viele große Fußballmannschaften bestreiten jedes Jahr ein Trainingslager in Zell am Ziller.

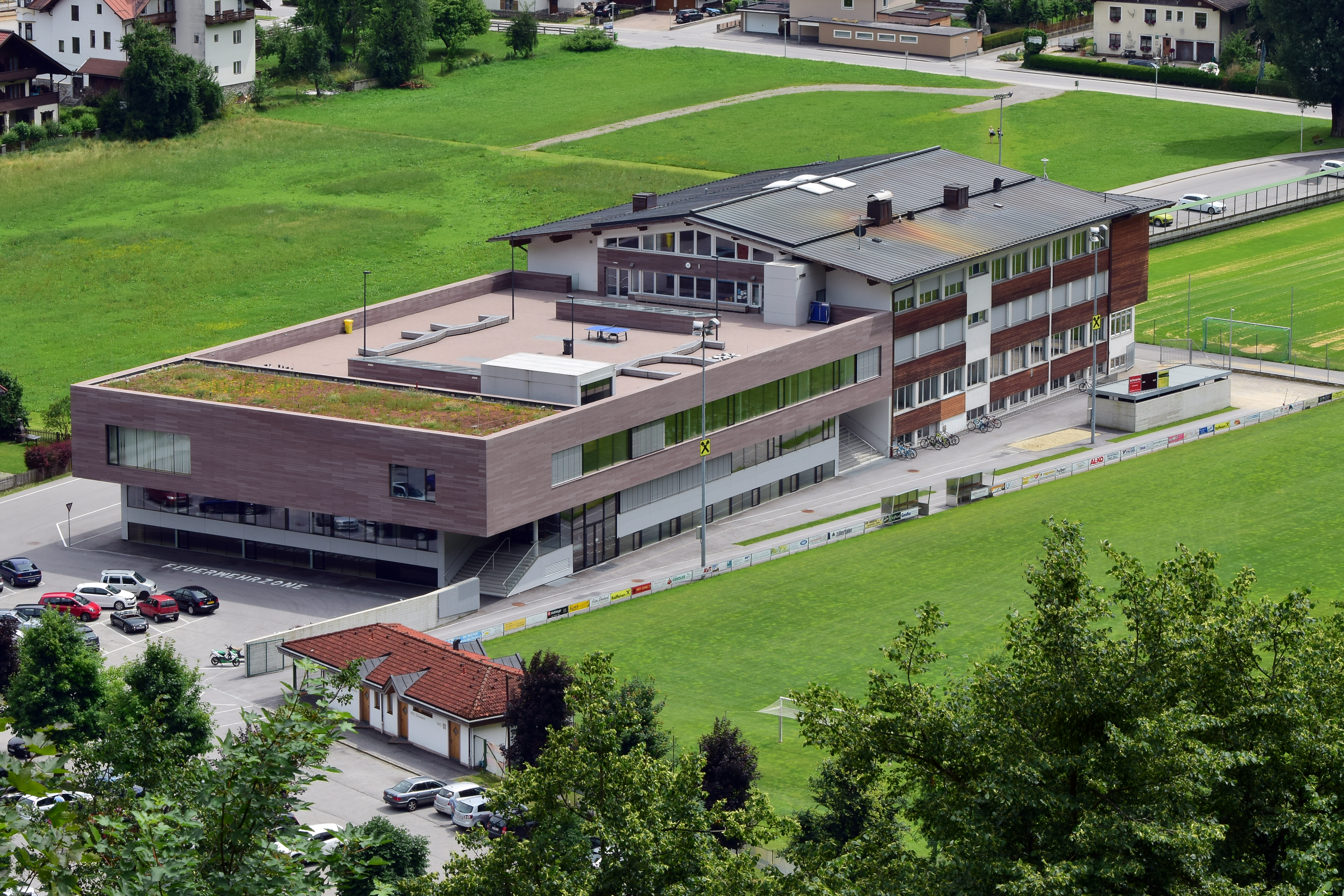
Schulzentrum

### Bildung
Als bedeutender Schulstandort verfügt Zell über eine Neue Mittelschule mit Musik-Förderschwerpunkt und eine Polytechnische Schule. Die Zillertaler Tourismusschulen ermöglichen den Berufseinstieg in das Gastgewerbe. Die Schüler werden für alle Berufe im Bereich Hotellerie und Gastronomie qualifiziert und schließen teilweise mit Matura (Diplomprüfung) ab. Außerdem befindet sich die Landesmusikschule Zillertal im Ort.

## Politik

### Gemeinderat
Der Gemeinderat besteht aus 13 Mitgliedern.
| Partei                                                                             | 2022  | 2022    | 2016  | 2016    | 2010  | 2010    |
| Partei                                                                             | %     | Mandate | %     | Mandate | %     | Mandate |
| ---------------------------------------------------------------------------------- | ----- | ------- | ----- | ------- | ----- | ------- |
| Zukunft Zell - Team Bürgermeister Robert Pramstrahler                              | 47,48 | 6       | 40,64 | 6       | 40,20 |         |
| Freie Liste Zell - Christoph Steiner                                               | 28,27 | 4       | 25,75 | 3       |       |         |
| Zeller Liste                                                                       | 08,55 | 1       | 13,55 | 2       |       |         |
| Offene Gemeinschaftsliste „Team-für-Zell“ Bürgermeisterkandidatin Brugger Annelies | 15,69 | 2       |       |         |       |         |
| SPÖ-Zell Bürgermeisterkandidatin Annelies Brugger                                  |       |         | 10,24 | 1       |       |         |
| Parteifreie Liste „Für Zell“                                                       |       |         | 9,82  | 1       |       |         |
| Offene Gemeinschaftsliste „Für Zell“ Bürgermeisterkandidat Platzer Johann          |       |         |       |         | 30,00 |         |
| Zeller Liste - für Jugend, Frauen, Arbeitnehmer und Senioren                       |       |         |       |         | 19,21 |         |
| Freiheitliche und unabhängige Liste Zell am Ziller                                 |       |         |       |         | 10,59 |         |

### Bürgermeister
Bürgermeister von Zell am Ziller ist Robert Pramstrahler.

### Wappen
Blasonierung: In Gold ein schwarzgewandeter Mönch mit ausgestreckten Armen, rechts ein schwarzes Kreuz, links eine Kirche mit spitzem Turm haltend.
Das 1975 verliehene Gemeindewappen verweist auf die Geschichte des von Missionaren des hl. Rupert gegründeten Ortes und symbolisiert den Ortsnamen, der von Mönchszelle kommt.

## Sonstiges
Zell am Ziller wird im Lied Steirermen san very good der Stoakogler erwähnt.

## Persönlichkeiten

### Ehrenbürger
- Paul Öttl (1932–2020), Pfarrer von Zell am Ziller 1983–2001[9]

### Söhne und Töchter
- Erwin Aschenwald (* 1954), Komponist, Violinist und Sänger
- Hans Binder (* 1948), Autorennfahrer und Unternehmer
- Irene Crepaz (* 1945), Politikerin (SPÖ)
- Günter Csar (* 1966), Nordischer Kombinierer
- Martin Egger (1832–1898), Jesuitenpater und Physiker
- Siegfried Egger (* 1970), Hotelier und Politiker
- Anja Haas (* 1971), Skirennläuferin
- Brigitte Hauser (* 1955), Skirennläuferin
- Gabi Hauser (* 1958), Skirennläuferin
- Thomas Hauser (* 1953), Skirennläufer
- Franz Xaver Hochbichler (1733–1825), Generalvikar in Salzburg
- Johann Carl Hocheder (1800–1864), Montanist und Mineraloge
- Franz Hörl (* 1956), Politiker (ÖVP)
- Peter Schneeberger (* 1972), Kulturjournalist
- Johann Damascen von Kleimayrn (1735–1810), Benediktinerpater, Hochschullehrer und letzter Abt von Wessobrunn
- Johann Franz Thaddäus von Kleimayrn (1733–1805), salzburgischer Staatsmann und Gelehrter
- Josef Mauracher (1845–1907), Orgelbauer
- Balthasar Niederkofler (1906–1989), Skilangläufer und Skisportfunktionär
- Wolfgang Palaver (* 1958), römisch-katholischer Theologe
- Helmut Rehm (1911–1991), Maler und Grafiker
- Darshano L. Rieser (bürgerlich Ludwig Rieser, * 1956), Bergsteiger und Kletterer
- Hermann Sander (1840–1919), Schriftsteller und Historiker
- Heinz Schiestl (1867–1940), Bildhauer und Grafiker

### Weitere Persönlichkeiten der Gemeinde
- Felix von Kraus (1870–1937), Sänger und Hochschullehrer, verbrachte seinen Ruhestand in Zell und wurde dort beigesetzt.
- Adrienne Osborne (1873–1951), Sängerin, lebte in Zell und wurde dort beigesetzt.
- Christoph Steiner (* 1988), Politiker, Abgeordneter zum Tiroler Landtag, Mitglied des Bundesrats
- Lisa Ungerank (* 1991), Sportschützin

## Ansichten

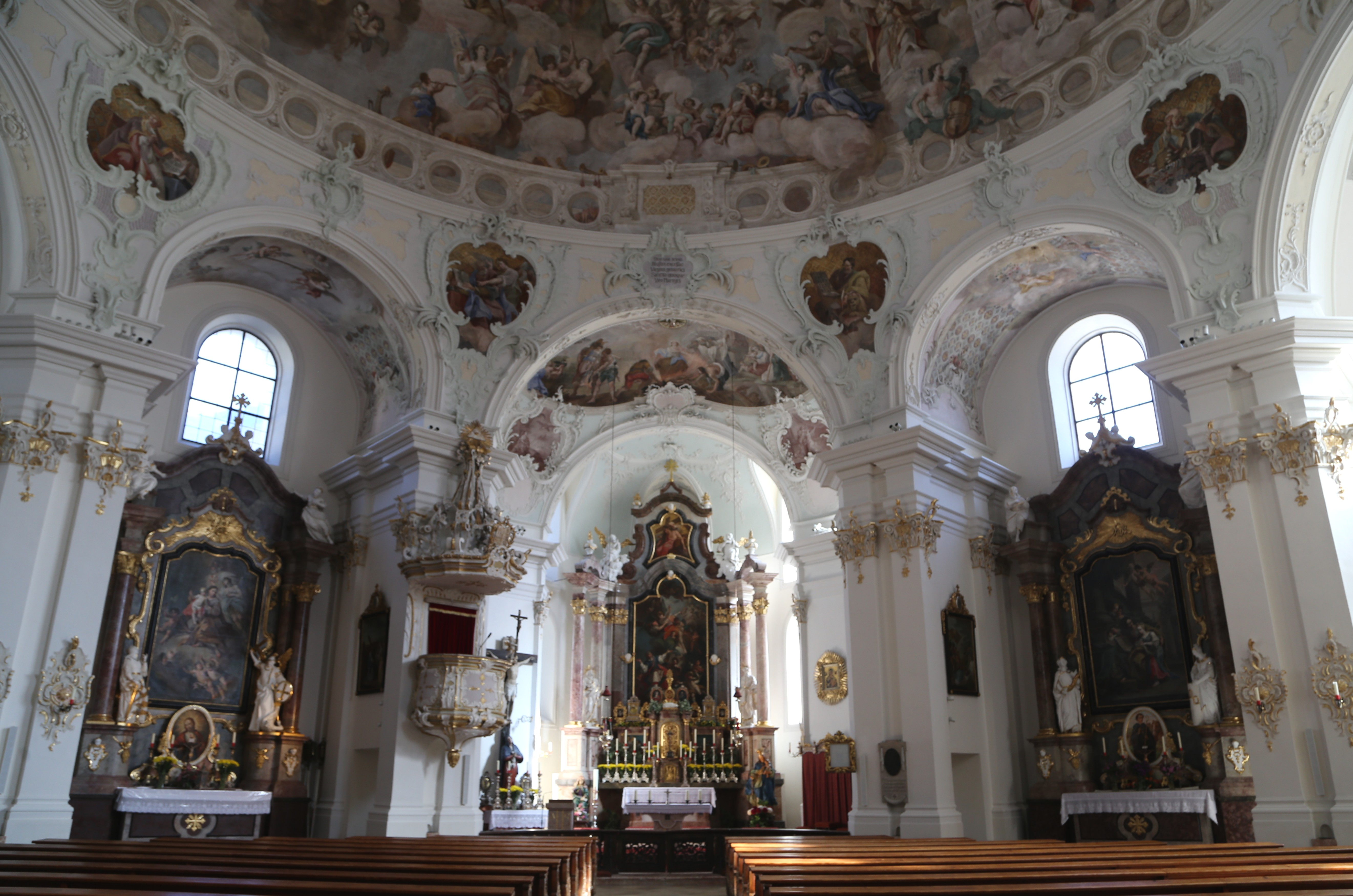
Pfarrkirche, Innenraum, Blick zum Chor
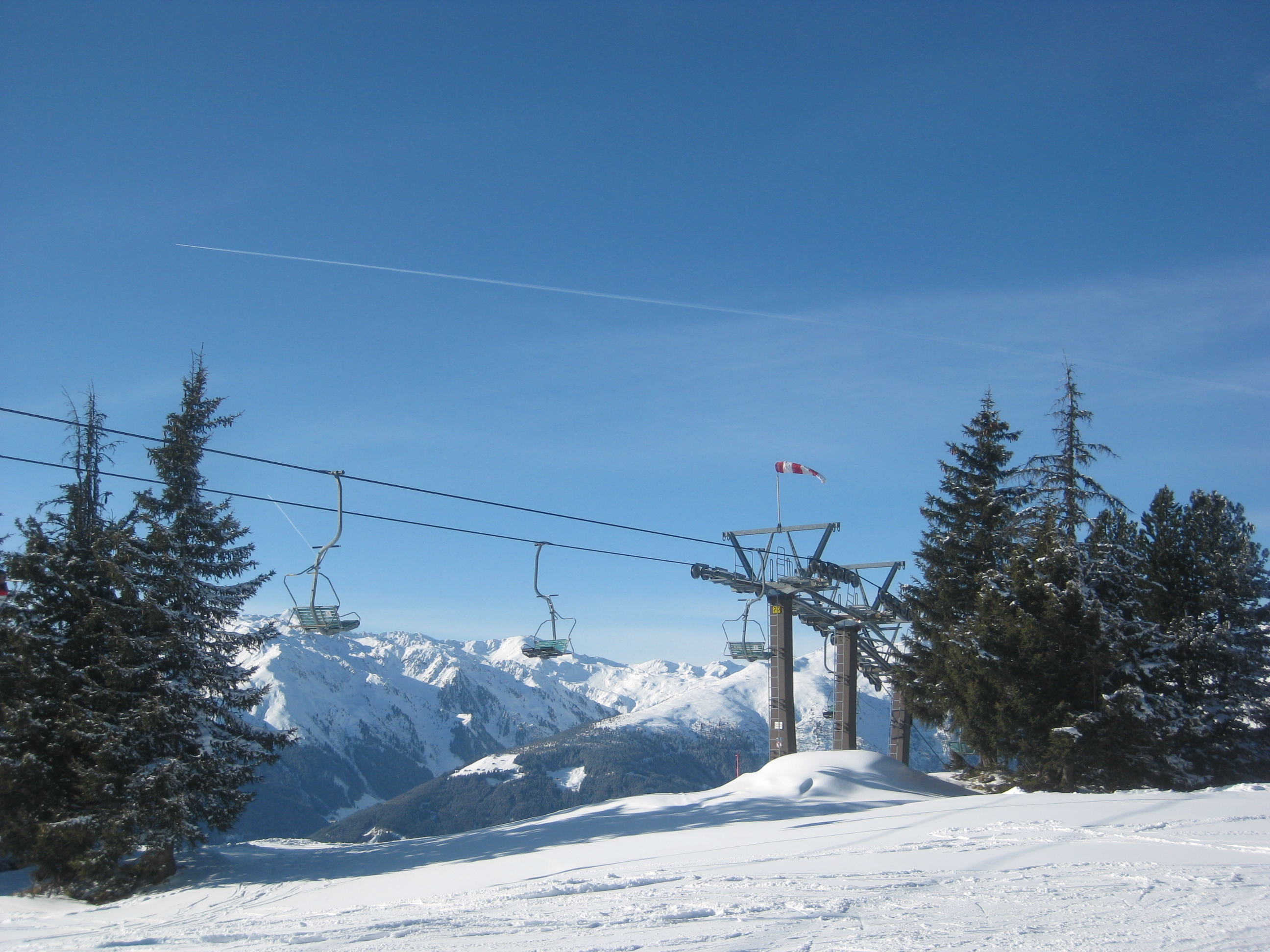
Winterimpression von Zell am Ziller
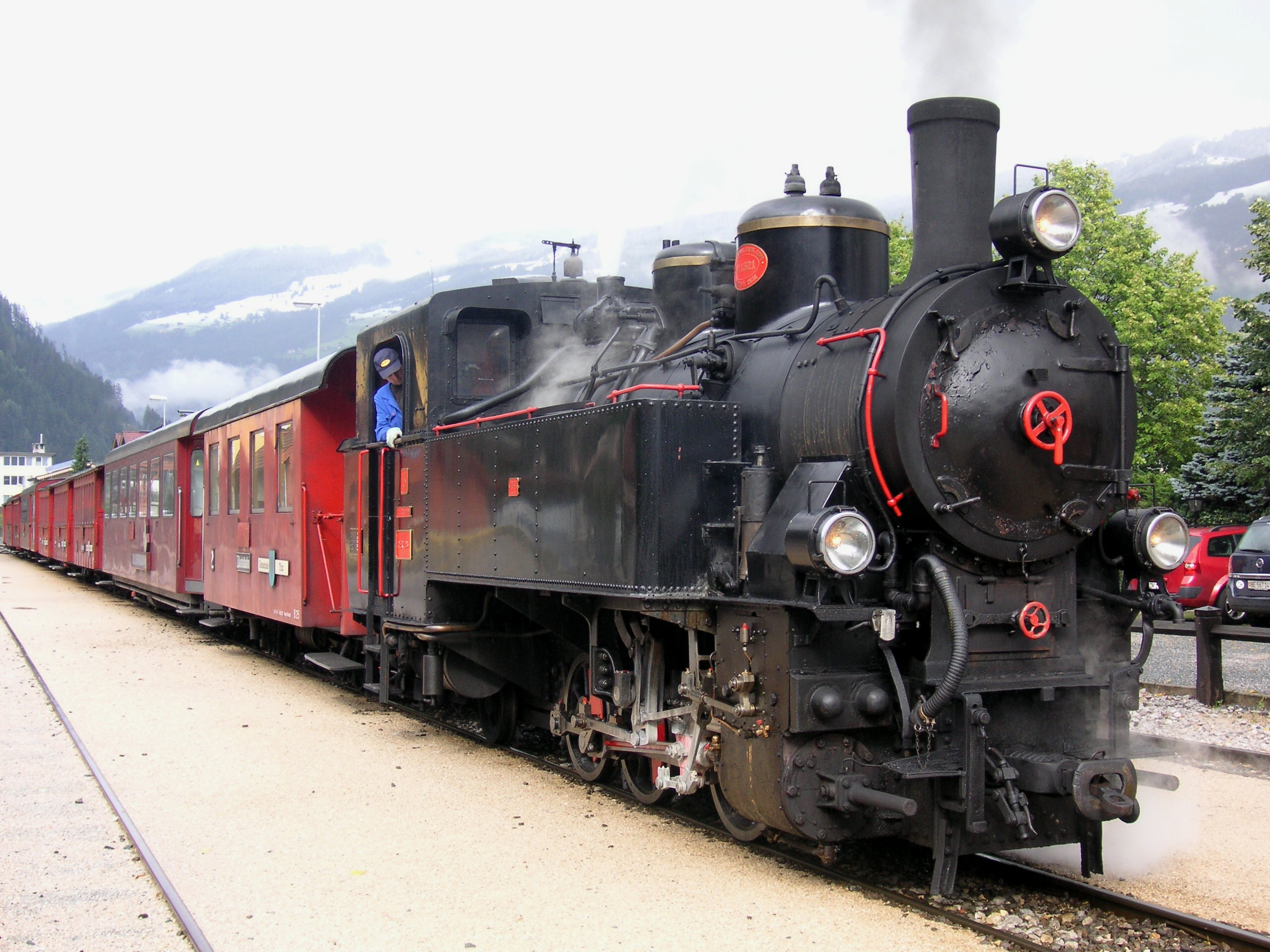
Dampfzug der Zillertalbahn im Bahnhof Zell am Ziller
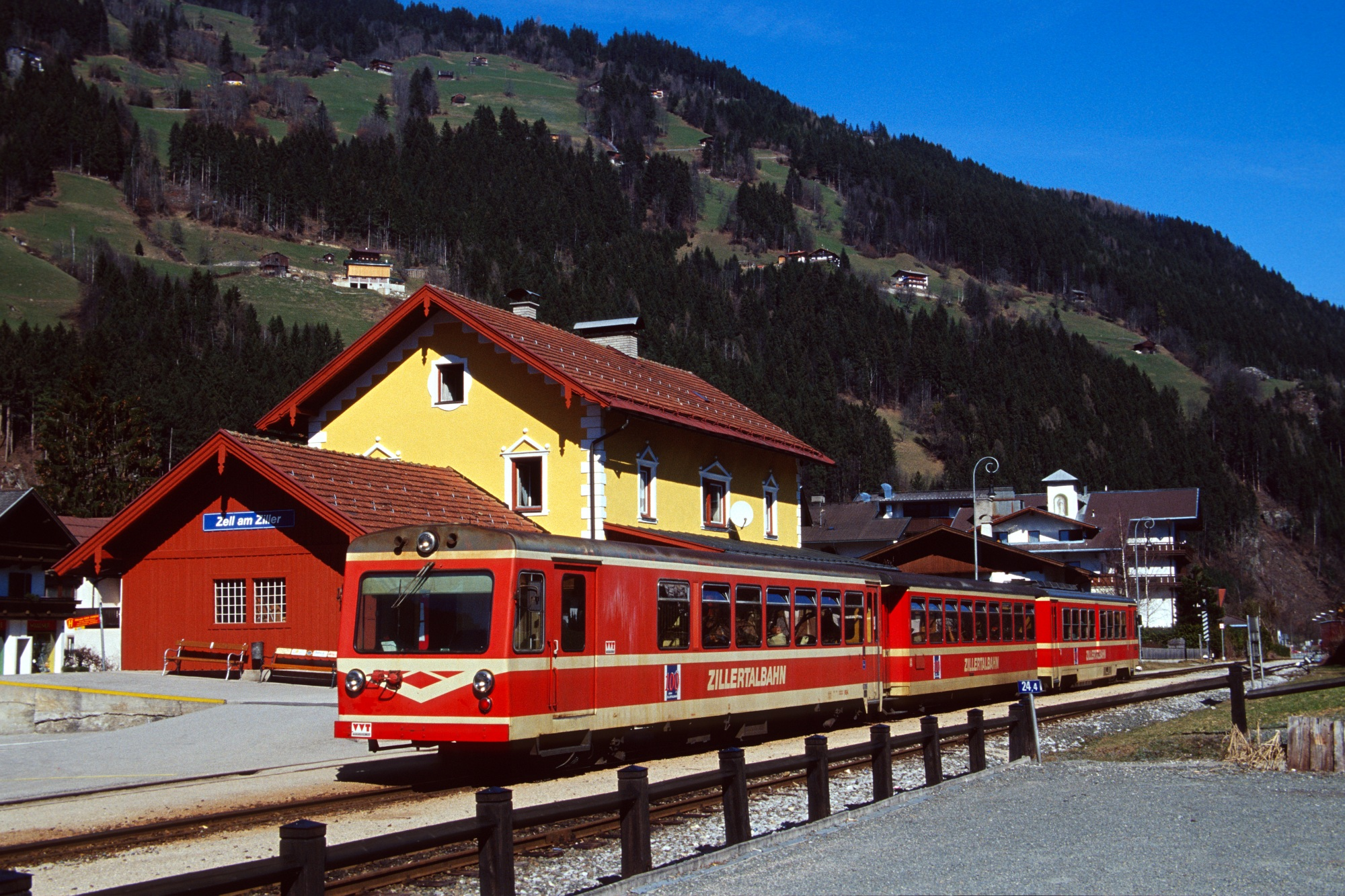
Zug der Zillertalbahn im Bahnhof Zell am Ziller
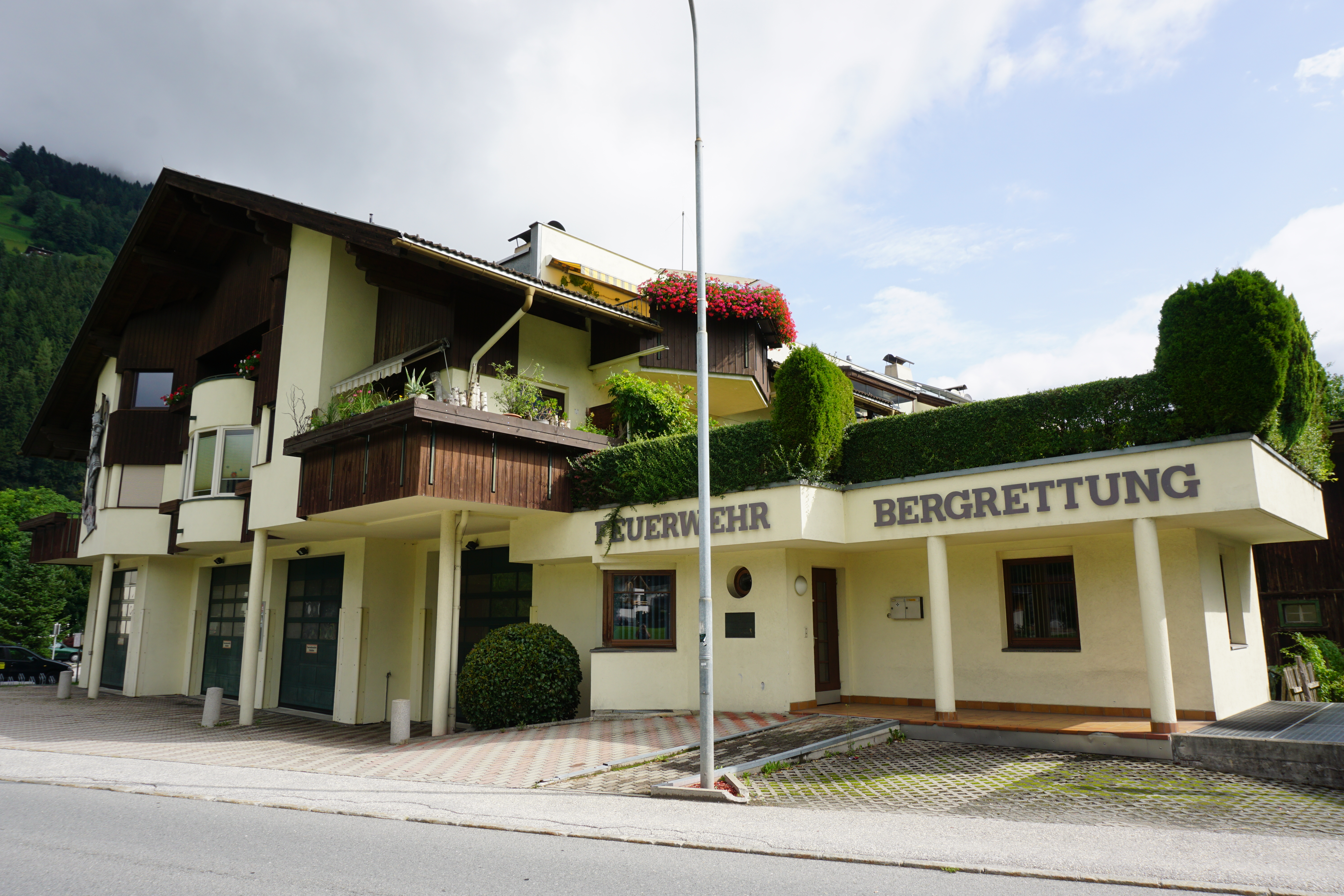
Die Freiwillige Feuerwehr und Bergrettung